# Вусач-коренеїд кримський
Вуса́ч-коренеї́д кримський (Dorcadion tauricum Waltl, 1838) — вид жуків з родини вусачів, представник великого роду вусач-коренеїд. Поширений у Південно-Східній Європі від України до Греції.

## Опис
Жук довжиною від 11 до 14 мм, має чорне забарвлення, ноги буро-червоні, антени буро-червоні до чорних, їх перший сегмент червоний. Голова не потовщена, передньоспинка з глибоким жолобком, волосяний покрив верху тіла густий, шовковистий. Шовна і крайова смуги яскраво-білі, є залишки плечової смуги.

## Спосіб життя
Для коренеїда кримського відмічений незвичайний для вусачів випадок міжвидової гібридизації з іншим видом вусачем-коренеїдом посмугованим, причому копуляції спостерігались і між цим видом і коренеїдом жовтим, але єдиний зразок гібридного самця відмічений для перших двох видів

## Ареал
Вид описаний з Криму, зустрічається в південно-західній частині України включно з Кримом, Молдові, Румунії, Болгарії, північно-східній Греції (Фракії), європейській частині Туреччини.

## Підвиди
На більшій частині ареалу зустрічається номінативний підвид Dorcadion tauricum tauricum, тоді як для грецької і турецької частини ареалу описаний підвид Dorcadion tauricum pittinoi. Зовнішньо він відрізніється майже постійною наявністю в жуків обох статей повних плечових та спинних білих смуг, а також будовою статевих органів самців.